# Tara
Huyện Tara (tiếng Nga: ? райо́н) là một huyện hành chính tự quản (raion), của Tỉnh Omsk, Nga. Huyện có diện tích 9 km², dân số thời điểm ngày 1 tháng 1 năm 2000 là 26000 người. Trung tâm của huyện đóng ở Tara.

## Địa lý

### Khí hậu
| Dữ liệu khí hậu của Tara                | Dữ liệu khí hậu của Tara | Dữ liệu khí hậu của Tara | Dữ liệu khí hậu của Tara | Dữ liệu khí hậu của Tara | Dữ liệu khí hậu của Tara | Dữ liệu khí hậu của Tara | Dữ liệu khí hậu của Tara | Dữ liệu khí hậu của Tara | Dữ liệu khí hậu của Tara | Dữ liệu khí hậu của Tara | Dữ liệu khí hậu của Tara | Dữ liệu khí hậu của Tara | Dữ liệu khí hậu của Tara |
| Tháng                                   | 1                        | 2                        | 3                        | 4                        | 5                        | 6                        | 7                        | 8                        | 9                        | 10                       | 11                       | 12                       | Năm                      |
| --------------------------------------- | ------------------------ | ------------------------ | ------------------------ | ------------------------ | ------------------------ | ------------------------ | ------------------------ | ------------------------ | ------------------------ | ------------------------ | ------------------------ | ------------------------ | ------------------------ |
| Cao kỉ lục °C (°F)                      | 3.3 (37.9)               | 5.1 (41.2)               | 13.2 (55.8)              | 29.6 (85.3)              | 36.4 (97.5)              | 41.4 (106.5)             | 36.5 (97.7)              | 34.5 (94.1)              | 32.5 (90.5)              | 22.5 (72.5)              | 9.5 (49.1)               | 3.4 (38.1)               | 41.4 (106.5)             |
| Trung bình ngày tối đa °C (°F)          | −13.4 (7.9)              | −10.2 (13.6)             | −1.6 (29.1)              | 7.7 (45.9)               | 17.1 (62.8)              | 22.8 (73.0)              | 24.3 (75.7)              | 21.1 (70.0)              | 14.5 (58.1)              | 6.4 (43.5)               | −4.6 (23.7)              | −10.9 (12.4)             | 6.1 (43.0)               |
| Trung bình ngày °C (°F)                 | −18.1 (−0.6)             | −15.9 (3.4)              | −7.5 (18.5)              | 2.5 (36.5)               | 10.8 (51.4)              | 16.8 (62.2)              | 18.7 (65.7)              | 15.7 (60.3)              | 9.5 (49.1)               | 2.5 (36.5)               | −8.3 (17.1)              | −15.3 (4.5)              | 1.0 (33.8)               |
| Tối thiểu trung bình ngày °C (°F)       | −22.8 (−9.0)             | −21.6 (−6.9)             | −13.5 (7.7)              | −2.7 (27.1)              | 4.5 (40.1)               | 10.7 (51.3)              | 13.0 (55.4)              | 10.3 (50.5)              | 4.6 (40.3)               | −1.4 (29.5)              | −11.9 (10.6)             | −19.8 (−3.6)             | −4.2 (24.4)              |
| Thấp kỉ lục °C (°F)                     | −49.2 (−56.6)            | −44.3 (−47.7)            | −36.9 (−34.4)            | −26.0 (−14.8)            | −8.0 (17.6)              | −3.5 (25.7)              | 0.0 (32.0)               | −0.8 (30.6)              | −7.9 (17.8)              | −25.0 (−13.0)            | −41.8 (−43.2)            | −44.5 (−48.1)            | −49.2 (−56.6)            |
| Lượng Giáng thủy trung bình mm (inches) | 22.9 (0.90)              | 14.9 (0.59)              | 17.8 (0.70)              | 24.1 (0.95)              | 41.4 (1.63)              | 55.7 (2.19)              | 61.8 (2.43)              | 64.2 (2.53)              | 46.4 (1.83)              | 35.6 (1.40)              | 33.0 (1.30)              | 29.8 (1.17)              | 447.6 (17.62)            |
| Nguồn: Тара погода                      |                          |                          |                          |                          |                          |                          |                          |                          |                          |                          |                          |                          |                          |